# Per-Arne Lindqvist
Per-Arne "P-A" Lindqvist, född 14 april 1941 i Åkullsjön, Bygdeå församling, Västerbottens län, död 23 april 2019 i  Piteå stadsdistrikt, Norrbottens län, var en svensk professor i bergteknik vid Luleå tekniska universitet.
Lindqvist påbörjade 1962 efter studentexamen studier vid Kungliga Tekniska Högskolan och avlade bergsingenjörsexamen 1967. Därefter anställdes han vid Bolidens gruvor i Västerbotten. 1972 blev han produktionschef vid dagbrottet i Tokadeh i Liberia som sköttes av Lamco och Gränges International Mining. Från 1975 arbetade han i anslutning till Tekniska högskolan i Luleå med forskningsgruvan i Loussavaara och han blev VD för Mineralindustrins teknikutveckling, Mitu, för att genomdriva Gruvteknik 2000 mellan 1987 och 1992. Han disputerade i bergteknik 1982 och efterträdde Gunnar Almgren som professor i bergteknik vid Luleå tekniska universitet 1994. 2000 invaldes Lindqvist i Kungliga ingenjörsvetenskapsakademiens avdelning V: "bergs- och materialteknik". Lindqvist var delägare i Niili Minerals, som fokuserar på minigruvor.